# 人権かがやきくん
人権かがやきくん（じんけんかがやきくん）は、香川県人権啓発推進会議による人権啓発のためのマスコットキャラクター。

## 外観・設定など
太陽を擬人化した外観であり、体および頭髪が黄色い。また、頭にはオリーブの飾りをつけている。太陽は、平等に人々を明るく照らすということにあやかっている。

## その他
フランスで開催された「ジャパン・エキスポ」で行われた自治体キャラクターの人気投票ではひこにゃんに次いで2位となった。